# Championnat d'Italie de football de deuxième division 1993-1994
Navigation
Édition précédente Édition suivante
La saison 1993-1994 de Serie B, organisée par la Lega Calcio pour la quarante-huitième fois, est la 62e édition du championnat de deuxième division en Italie. Les quatre premiers sont promus directement en Serie A et les quatre derniers sont relégués en Serie C.
À l'issue de la saison, l'AC Fiorentina termine à la première place et monte en Serie A 1994-1995 (1re division), accompagné par le vice-champion AS Bari, le troisième Brescia Calcio et le quatrième Calcio Padoue.

## Compétition
Le classement est établi sur le barème de points suivant :
- Victoire : 2 points
- Match nul : 1 points
- Défaite, forfait ou abandon du match : 0 point

### Classement
| Rang | Équipe            | Pts  | J  | G  | N  | P  | Bp | Bc | Diff |
| ---- | ----------------- | ---- | -- | -- | -- | -- | -- | -- | ---- |
| 1    | AC Fiorentina R   | 50   | 38 | 17 | 16 | 5  | 53 | 19 | +34  |
| 2    | AS Bari           | 45   | 38 | 14 | 17 | 7  | 49 | 27 | +22  |
| 3    | Brescia Calcio R  | 44   | 38 | 15 | 14 | 9  | 68 | 53 | +15  |
| 4    | Calcio Padoue     | 43   | 38 | 11 | 21 | 6  | 37 | 29 | +8   |
| 5    | AC Cesena         | 43   | 38 | 17 | 9  | 12 | 49 | 48 | +1   |
| 6    | AC Venise         | 40   | 38 | 13 | 14 | 11 | 43 | 40 | +3   |
| 7    | Ascoli Calcio     | 40   | 38 | 13 | 14 | 11 | 38 | 38 | 0    |
| 8    | Ancona Calcio R   | 39   | 38 | 11 | 17 | 10 | 46 | 43 | +3   |
| 9    | AS Fidelis Andria | 39   | 38 | 8  | 23 | 7  | 28 | 28 | 0    |
| 10   | AS Lucchese       | 37   | 38 | 8  | 21 | 9  | 34 | 35 | -1   |
| 11   | Vicence Calcio P  | 37   | 38 | 9  | 19 | 10 | 30 | 33 | -3   |
| 12   | Hellas Vérone     | 37   | 38 | 11 | 15 | 12 | 36 | 42 | -6   |
| 13   | Cosenza Calcio    | 37   | 38 | 10 | 17 | 11 | 30 | 38 | -8   |
| 14   | US Palerme P      | 36   | 38 | 12 | 12 | 14 | 32 | 38 | -6   |
| 15   | Pescara Calcio R  | 35-3 | 38 | 12 | 14 | 12 | 50 | 54 | -4   |
| 16   | AS Acireale P     | 35   | 38 | 8  | 19 | 11 | 32 | 39 | -7   |
| 17   | Pise SC           | 35   | 38 | 10 | 15 | 13 | 36 | 40 | -4   |
| 18   | US Ravenne P      | 31   | 38 | 8  | 15 | 15 | 36 | 47 | -11  |
| 19   | Modène FC         | 31   | 38 | 8  | 15 | 15 | 29 | 45 | -16  |
| 20   | Calcio Monza      | 23   | 38 | 5  | 13 | 20 | 27 | 47 | -20  |

|  | Promotion en Serie A                        |
|  | Relégation en Serie C                       |
|  | P : Promu de Serie C R : Relégué de Serie A |

- Pescara Calcio a une pénalité de trois points.
- Calcio Padoue et Cesena étant à égalité de points un match d'appui est nécessaire pour connaître le quatrième promu. Padoue l'emporte 2 à 1 et est promu en Serie A.
- l'AS Acireale étant à égalité de points avec Pise un match d'appui est nécessaire pour connaître le quatrième relégué. L'Acireale l'emporte 4 à 3 aux tirs au but après un match nul 0 à 0, et reste en Serie B.